# Alter Ego (jeu vidéo, 1986)
Pour les articles homonymes, voir Alter ego (homonymie).
Alter Ego est un jeu de simulation créé par Activision en 1986.

## Création

### Version originale
Ce jeu fut créé par le Dr Peter J. Favaro, qui se basa sur plusieurs centaines d'entrevues, ainsi que sur son imagination personnelle.
Le jeu sortit en deux éditions, l'une où on jouait un garçon puis l'autre où le personnage était une fille,.

### Version Android
Le Favaro a également conçu une version Android, disponible pour téléchargement sur son site.

## Déroulement du jeu

### Mécanisme
Le joueur crée d'abord son personnage, et commence par répondre à quelques questions avant la conception, puis choisit comment doit se passer son accouchement.
Le personnage est doté d'un inventaire, composé de monnaie ainsi que d'objets, qu'il peut acheter ou qui lui sont offerts; il dispose également de statistiques de compétence, qui influent les divers évènements qu'il subit.
Il fait ensuite son choix parmi les évènements, ou expériences de vie, sur une carte correspondant à chaque stade de vie; le passage au stade suivant peut être soit déclenché par le joueur lui-même, soit automatiquement par l'accomplissement d'un certain nombre d’événements.
Le joueur peut également choisir des choix de vie liés à l'éducation, au travail ou au ménage sur lesquels le joueur a plus de contrôle.
Au cours du jeu, deux voix parlent au joueur: la conscience parle directement au joueur tandis que le narrateur évalue la vie et les choix.

### Stades de vie
Les stades de vie déterminent les actions que le joueur peut accomplir; chaque changement de stade de vie autorise le joueur à faire une sauvegarde.

#### Infancy(Nourrisson)
Le personnage fait ses premiers pas dans la vie, expérimentant des expériences de type Famille, Émotions et Intelligence et acquérant les influences qui le façonneront tout au long de sa vie.

#### Childhood(Enfance)
Le personnage vit son enfance, et dispose d'un peu plus d'autonomie.

#### Adolescence(Adolescence)
Le personnage peut entamer des relations romantiques mais ne peut se marier; il peut entreprendre des petits boulots.
Le personnage peut expérimenter des expériences de type Amour.

#### Young Adulthood(Jeune adulte)
Le personnage peut se marier et avoir un travail mieux payé.
Il peut entamer des études universitaires, et doit avoir vécu au moins un certain nombre d'évènements de vie universitaire afin de pouvoir obtenir son diplôme.

#### Adulthood(Adulte)
Le personnage peut fonder une famille par reproduction naturelle ou bien par adoption.

#### Middle Age(Age mûr)
Le personnage gère sa transition vers le prochain stade.

#### Old Age(Personne âgée)
Le personnage peut toucher sa retraite et mourra après un certain nombre d'expériences.

## Accueil
Les critiques furent largement positives. Le jeu est l'une des entrées de l'ouvrage Les 1001 jeux vidéo auxquels il faut avoir joué dans sa vie.